# 2016年リオデジャネイロオリンピックのポーランド選手団
2016年リオデジャネイロオリンピックのポーランド選手団（2016ねんリオデジャネイロオリンピックのポーランドせんしゅだん）は、2016年8月5日から8月21日にかけてブラジルのリオデジャネイロで開催された2016年リオデジャネイロオリンピックのポーランド選手団、およびその競技結果。

## 概要
今大会は金メダル2個、銀メダル3個、銅メダル6個の合計11個のメダルを獲得した。
陸上女子ハンマー投では、アニタ・ヴォダルチクが自身の持つ世界記録を更新する82m29cmの世界新をマークし2012年ロンドンオリンピックに続いて金メダルを獲得し2連覇を達成した。

## メダル
| メダル | 選手名                                                                                      | 競技       | 種目                     |
| ------ | ------------------------------------------------------------------------------------------- | ---------- | ------------------------ |
| 金     | アニタ・ヴォダルチク                                                                        | 陸上       | 女子ハンマー投           |
| 金     | マグダレナ・フラルチック＝コズウォフスカ ナタリア・マダイ                                   | ボート     | 女子ダブルスカル         |
| 銀     | ピオトル・マワチョフスキ                                                                    | 陸上       | 男子円盤投               |
| 銀     | マヤ・ヴウォシュチョヴスカ                                                                  | 自転車     | 女子MTBクロスカントリー  |
| 銀     | マルタ・ワルチズキェビッチ                                                                  | カヌー     | 女子K-1 200m             |
| 銅     | ヴォイチェフ・ノビキ                                                                        | 陸上       | 男子ハンマー投           |
| 銅     | マリア・シュプリンヴァルト ヨアナ・レシュチンスカ アグニェシュカ・コブス モニカ・チャチュフ | ボート     | 女子クオドルプルスカル   |
| 銅     | モニカ・ミハリク                                                                            | レスリング | 女子フリースタイル63kg級 |
| 銅     | ラファウ・マイカ                                                                            | 自転車     | 男子個人ロードレース     |
| 銅     | オクタヴィア・ノヴァツカ                                                                    | 近代五種   | 女子                     |
| 銅     | カロリナ・ナヤ ベアタ・ミコライチュク                                                       | カヌー     | 女子K-2 500m             |